# Granhed

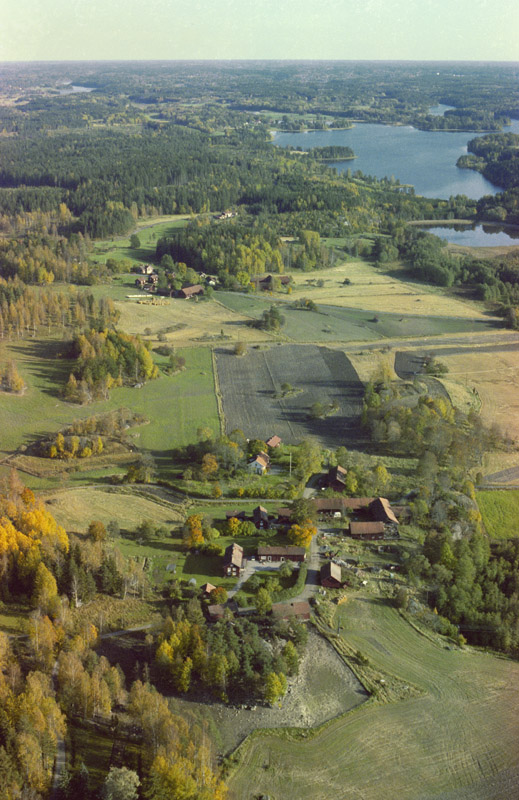
Flygfoto över Granhed, 1991.

Granhed, även känt som Granhedsbyarna, är en by i Floda socken, Katrineholms kommun, indelad i  Södra Granhed, Östra Granhed och Västra Granhed. 

## Beskrivning

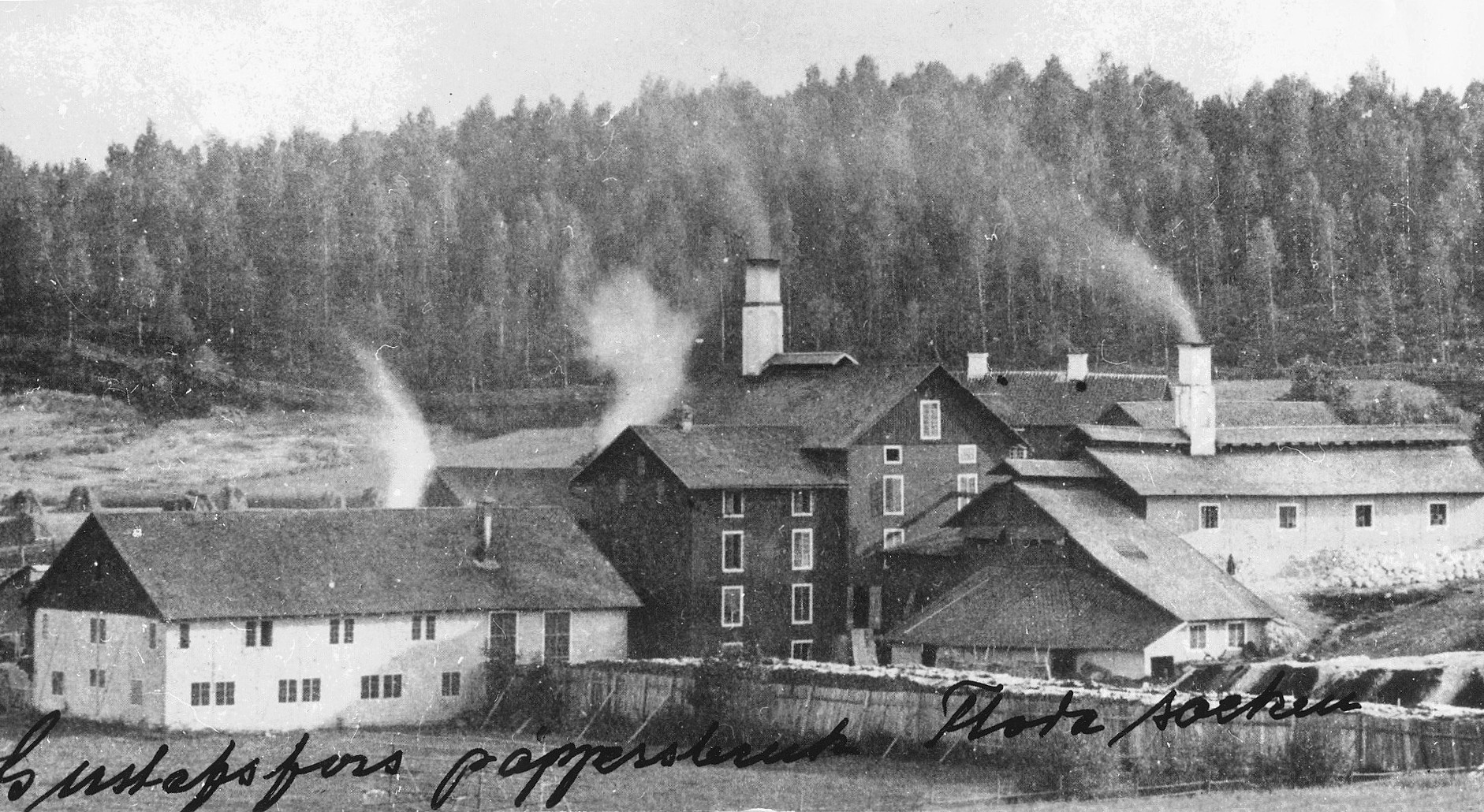
Gustavsfors pappersbruk, Granhed.

Byarna ligger i en dalgång mellan Gålsjön och Harpsundssjön. Enstaka stenåldersfynd finns i området men några gravfält från järnåldern finns inte i närheten, och området har troligen koloniserats under medeltiden. Alla byarna var ursprungligen stora men vid Laga skifte på 1860-talet glesades bebyggelsen i Östra och Västra Granhed ut och ny bebyggelse utanför bykärnorna uppstod, och utan att den äldre bytomten splittrades. I Södra Granhed kom dock bebyggelsen att spridas ut över markerna. Många av de äldre bostadshus finns dock ännu kvar i byarna, även om ladugårdsbyggnaderna i allmänhet är utbytta. I de tre byarna finns ett 15-tal parstugor och enkelstugor, de flesta i två våningar. 
I Västra Granhed finns även en tvillingstuga av två sammanbyggda enkelstugor. I vattenfallen utmed Milsängsån har tidigare flera kvarnar legat, den sista togs ur drift på 1950-talet. Kvarnbyggnaden står dock ännu kvar. Här låg även i slutet av 1800-talet pappersbruket Gustavsfors fabrik som ägdes mellan 1872 och 1888 av ingenjören och byggmästaren Gustaf Alfrid Engelbrektson. Fabriken hade som mest 30-40 anställda, senare tillverkades benmjöl och slutligen leksaker i fabrikslokalerna, men 1930 upphörde verksamheten helt och byggnaderna är numera rivna. Granhed fick även 1871 en skola, den liksom lärarbostaden finns ännu bevarade även om verksamheten är nedlagd.